# Paludinella conica
Paludinella conica је пуж из реда Littorinimorpha и фамилије Hydrobiidae. 

## Угроженост
Подаци о распрострањености ове врсте су недовољни.

## Распрострањење
Гвам и Маријанска острва су једина позната природна станишта врсте.

## Станиште
Станиште врсте су слатководна подручја.